# Cryptophleps inornatus
Cryptophleps inornatus är en tvåvingeart som beskrevs av Daniel J. Bickel 1996. Cryptophleps inornatus ingår i släktet Cryptophleps och familjen styltflugor. Inga underarter finns listade i Catalogue of Life.